# Lorenzo Veneziano
Lorenzo Veneziano nebo též Lorenzo di Nicolò (asi 1336 Benátky – 1372 Benátky) byl italský malíř. Působil především v Benátkách v duchu byzantské tradice, kterou cestami po severoitalských městech obohatil o prvky západoevropské gotiky. Přiblížil tak benátskou malbu mezinárodnímu gotickému slohu. Poučení čerpal především na malířských dílech Tommasa da Modena (1326–1379) a mladého Altichieriho (1320–1395). Po smrti Paola Veneziana, jehož byl pravděpodobně žákem, se stal vedoucí malířskou osobností v Benátkách 3. čtvrtiny 14. století.

## Životopisná data a umělecká tvorba
Existuje jen málo informací o životě Lorenza Veneziana, včetně chybějícího data narození. Předpokládá se, že se narodil v Benátkách asi v polovině 30. let 14. století. Malířským technikám se pravděpodobně vyučil v dílně Paola Veneziana (asi 1290–1372), ale neexistují o tom žádné přímé důkazy. Zdrojem informací mohou být jeho obrazy, které často signoval i datoval. Z těchto údajů lze usuzovat, že navštívil Veronu, Vicenzu a Bolognu.
První zmínka o malířově díle pochází z roku 1356. Mělo se jednat o oltářní obraz, který se nacházel ve Veroně (původně soukromá sbírka, dnes již ztracený). Z následujícího roku pochází signovaný a datovaný vysoký polyptych, který Lorenzo namaloval spolu s Francesco Bissolomim pro benátský kostel Sant´Antonio di Castello. Polyptych, který se dnes nachází v benátské Gallerie dell´Accademia, si u Lorenza objednal benátský patricij a v letech 1367–1368 kooptovaný senátor Domenico Lev. Ten za práci zaplatil 300 dukátů ve zlatě a malíř ho zobrazil na centrální desce zobrazující Zvěstování Panně Marii (klečí u Mariiných nohou vpravo dole).

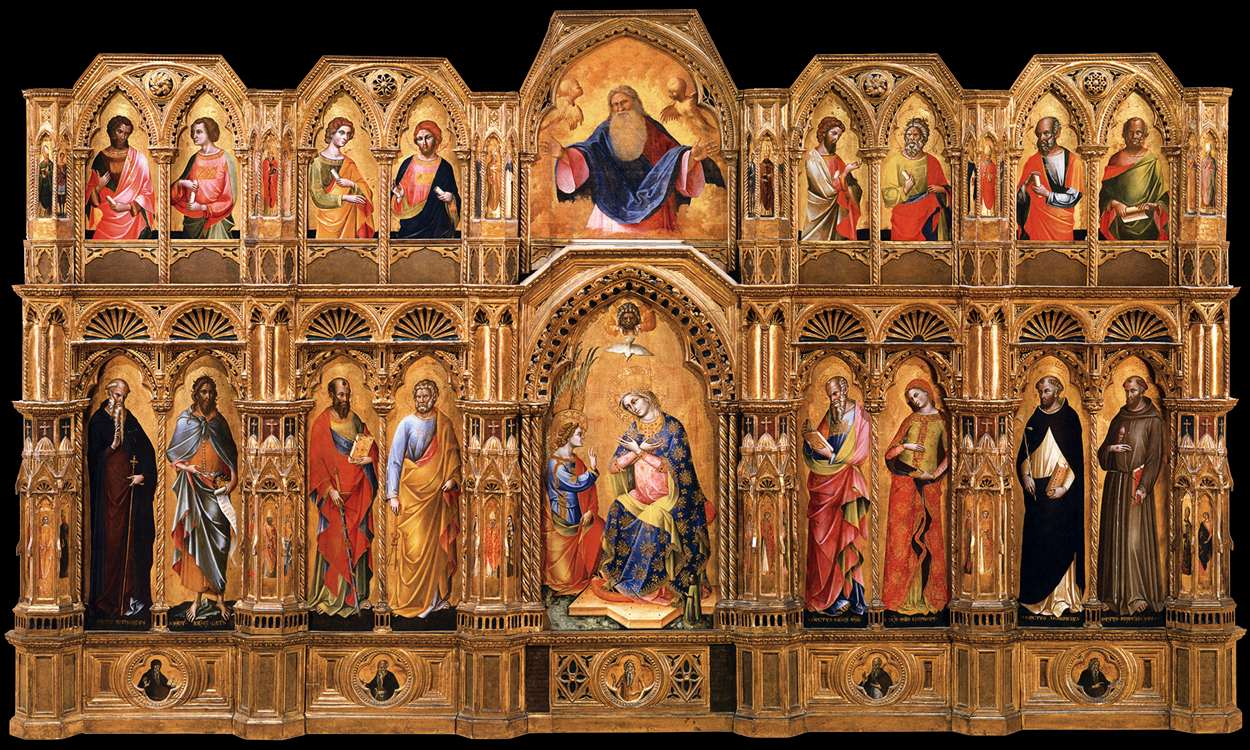
Polyptych s centrální deskou zobrazující Zvěstování, s dolní řadou světců a horní řadou proroků (1357–1359, Galleria dell´Accademia, Benátky)

Polyptych Domenica Lva sice vykazuje byzantské rysy obrazů Paola Veneziana, ale současně i krásné gotické prvky patrné především na Lorenzových postavách světců. Vyobrazení madony vykazuje vliv malíře Vitale da Bologna (1289–1359), reprezentanta boloňské školy. Obraz nad Zvěstováním zobrazuje Boha Otce. Je ovšem pozdějšího data. Jeho autorem je italský renesanční malíř Benedetto Diana (1460–1525).

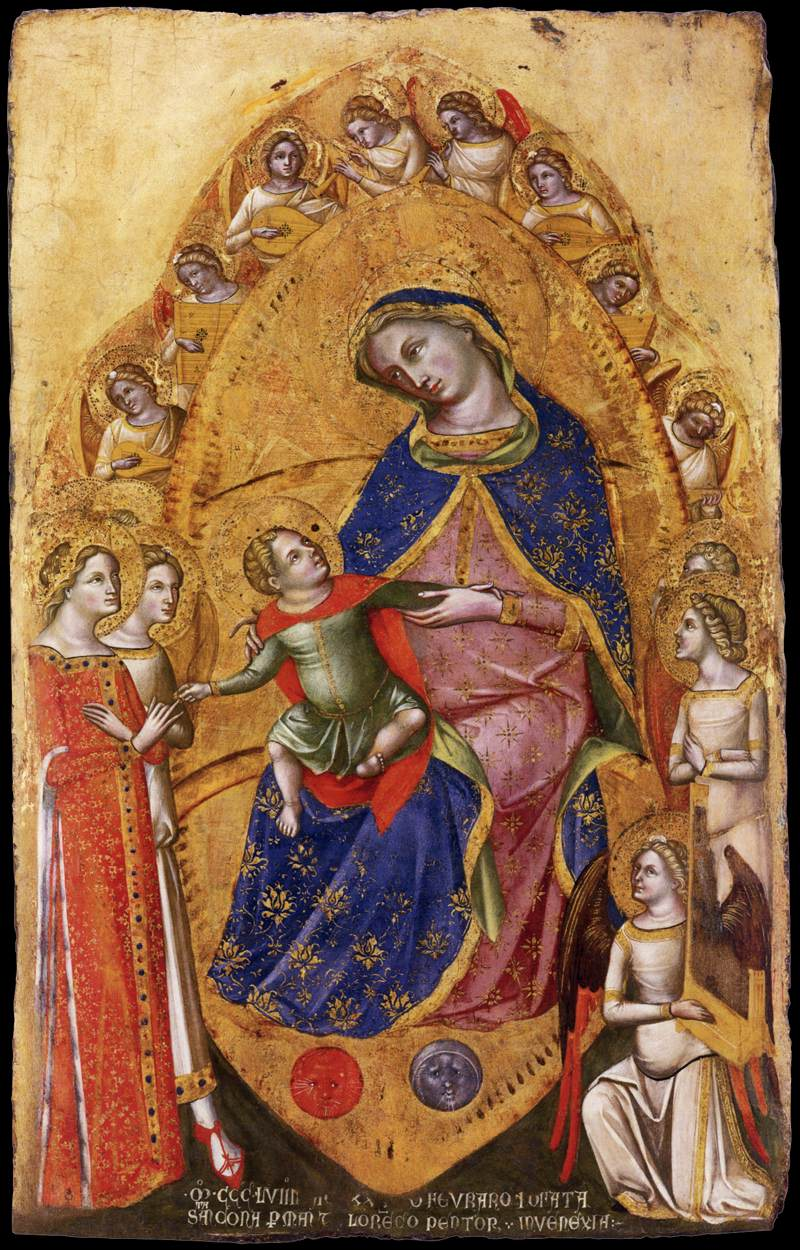
Mystický sňatek sv. Kateřiny (1360, Gallerie dell' Accademia, Benátky)

Ve stejné galerii se také nachází malířem signovaný obraz Mystický sňatek sv. Kateřiny s benátskou datací 2. února 1359, což podle současného kalendáře odpovídá roku 1360. Lorenzo se v uvedeném obraze, který byl pravděpodobně centrální deskou nedochovaného polyptychu, dále vzdálil byzantské tradici a převzal gotické vlivy pocházející z děl severoitalských malířů jako byl Vitale da Bologna (1289–1359) nebo Tommaso da Modena (1326–1379).

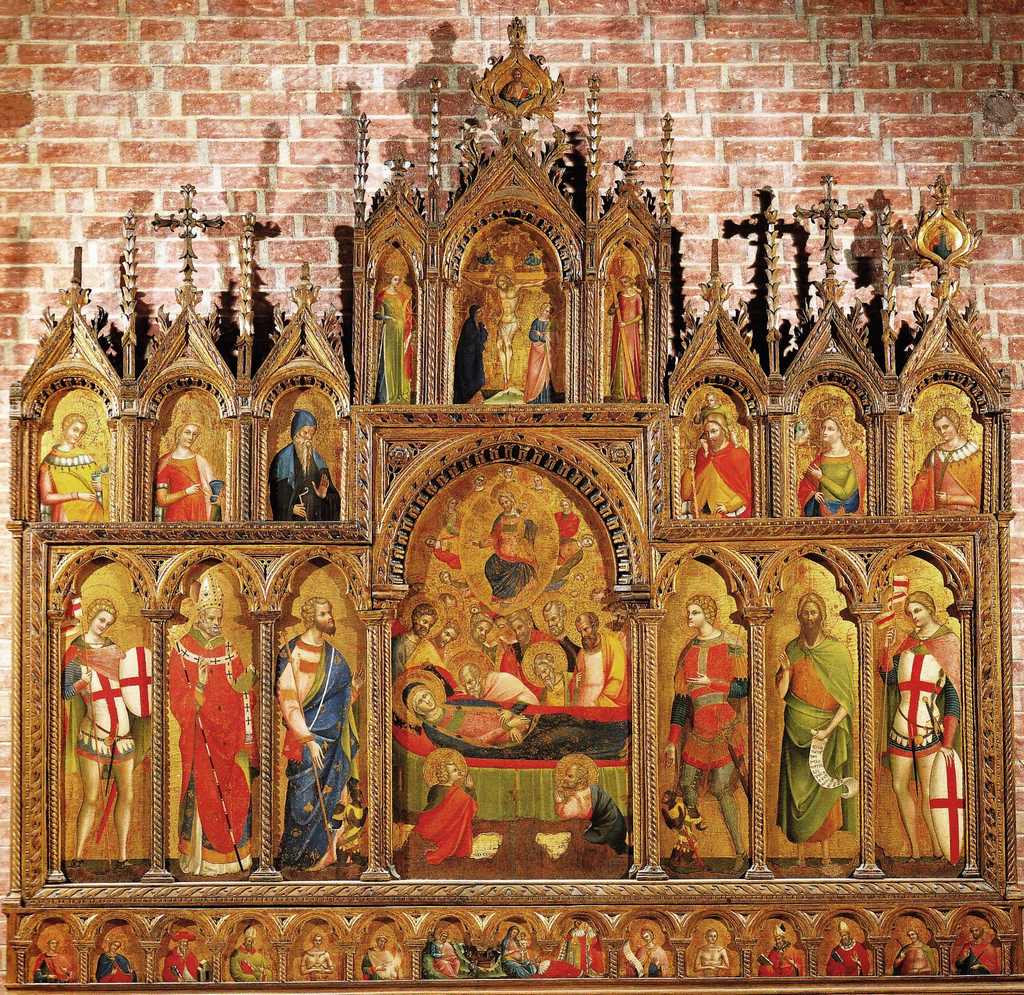
Polyptych rodiny Proti s centrální deskou znázorňující Spící Marii se dvěma řadami světců po stranách (1366, Katedrála ve Vicenze, Itálie)

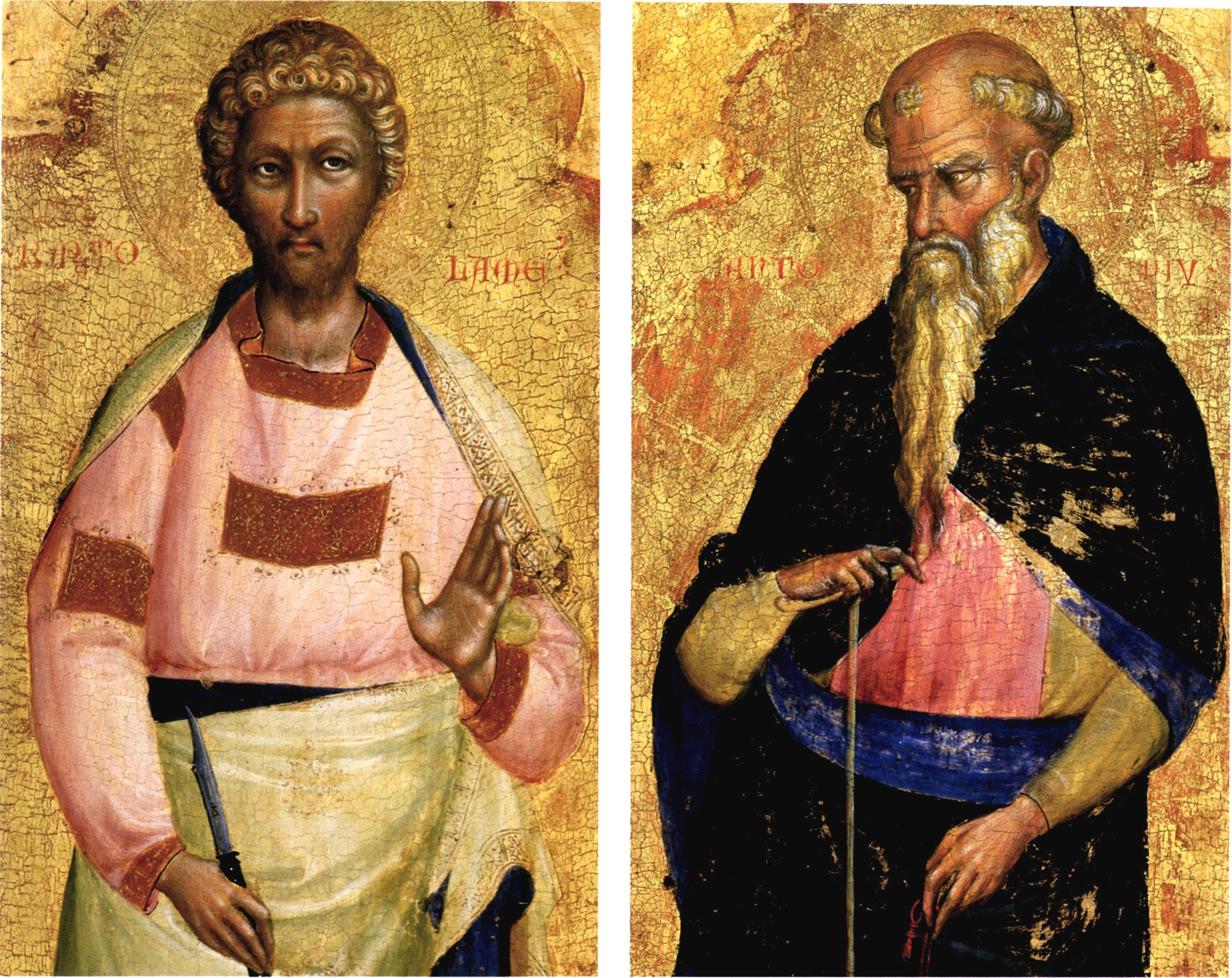
Sv. Bartoloměj a sv. Antonín Poustevník (1368, Pinacoteca Nazionale, Bologna, Itálie)

V 60. letech 14. století Lorenzo, snad pro nedostatek zakázek, pracoval na objednávkách z měst mimo Benátky. Dokládá to velkolepý stacionární kříž v San Zeno (Verona), signovaný a datovaný polyptych pro kapli rodiny Proti (1366, Vicenza) nebo postavy světců (1368, Bologna). V Gallerie dell'Accademia existuje podobná dvojce světců (sv. Petr a sv. Marek) datovaná do roku 1371, která dokládá vznešenost postav a detailnost tvarů s cílem dosáhnout větší charakterizace obou světců. Další vyobrazení světců (sv. Jan Křtitel, sv. Pavel, sv. Petr a sv. Ondřej), původně považované za práci Lorenzovu, jsou dnes připisovány jeho následovníkovi Jacobello di Bonomovi (činný 1375–1385).

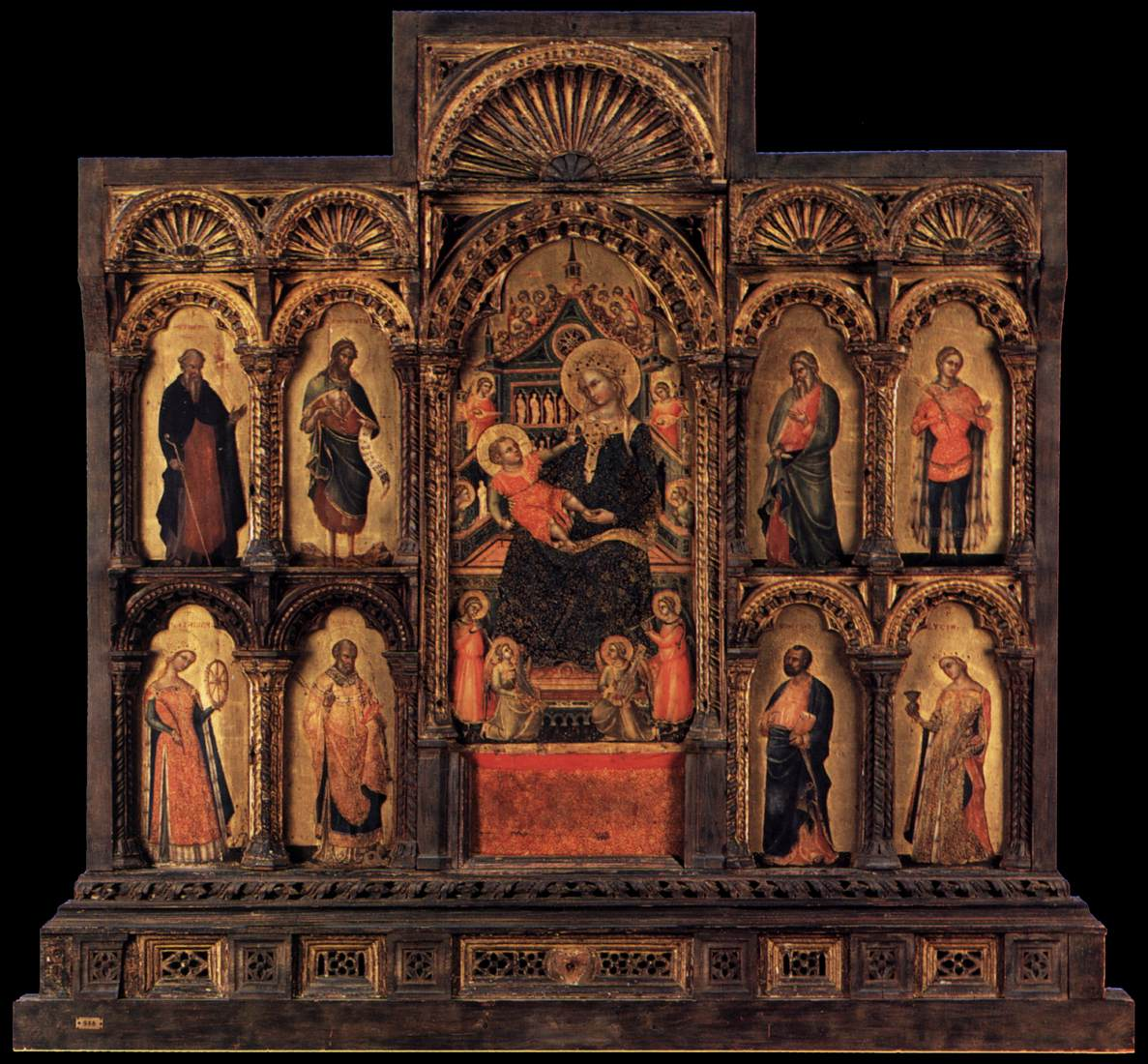
Polyptych s Madonou, Ježíškem a světci z kláštera Santa Maria della Celestia (asi 1371, Pinacoteca Brera, Miláno, Itálie)

Pozdní práce připsaná Lorenzovi je polyptych z benátského kláštera Santa Maria della Celestia. Dokládá, že byzantská tradice zlatého pozadí v malířově tvorbě přetrvávala ještě na konci jeho života. Centrální deska s Pannou Marii a Ježíškem však vyniká dynamikou pohybu obou postav. Přepychovost oděvů u některých světců a zobrazení trávníku, jak ho známe z obrazů středoevropských malířů krásných Madon, dokládá, kam až Lorenzo Veneziano dospěl v přejímání jednotlivostí typických pro mezinárodní gotiku.

## Umělecko-historický význam díla Lorenza Veneziana
Malířský styl Lorenza Veneziana odráží ještě byzantinizující malbu jeho předchůdce Paola Veneziana, ale od 60. let 14. století také tváře a drapérie jednotlivých postav vykazují malířovu snahu po jejich individualizaci. Současně se v Lorenzových pozdních dílech objevují detaily převzaté ze skutečného života. Další přiblížení mezinárodní gotice připadlo na jeho pokračovatele jako byli Guglielmo Veneziano (asi 1353 – asi 1382), Giovanni da Bologna (1340–1393) a především Jacobello di Bonomo (činný 1370–1390).